# Duško Milinković
Duško Milinković, cirill betűkkel Душко Милинковић (Čačak, 1960. december 2. –) jugoszláv olimpiai válogatott szerb labdarúgó, csatár, olimpikon. Egyszeres jugoszláv bajnoki gólkirály (1987–88).

## Pályafutása

### Klubcsapatban
1983 és 1986 között a Borac Čačak, 1986 és 1988 között a Rad labdarúgója volt. A Rad színeiben az 1987–88-as idényben bajnoki gólkirály lett 16 góllal. 1988–89-ban a spanyol Osasuna, 1989 és 1992 között a török Samsunspor játékosa volt. 1992–93-ban a török Karşıyaka csapatában fejezte be az aktív labdarúgást.

### A válogatottban
Az 1988-as szöuli olimpián kilencedik lett a 
jugoszláv olimpiai válogatott tagjaként.

## Sikerei, díjai
Rad
- Jugoszláv bajnokság (Prva liga)
  - gólkirály: 1987–88 (16 gól)